# Friedrich Bürgel
Friedrich Bürgel (24 de Outubro de 1916 - ) foi um comandante de U-Boot que serviu na Kriegsmarine durante a Segunda Guerra Mundial.